# 名古屋大学医療技術短期大学部
名古屋大学医療技術短期大学部（なごやだいがくいりょうぎじゅつたんきだいがくぶ、英語: Nagoya University College of Medical Technology）は、愛知県名古屋市東区大幸南1-1-20に本部を置いていた日本の国立大学である。1978年に設置され、2001年に廃止された。大学の略称は名大医短。

## 概要

### 大学全体
- 愛知県名古屋市東区に所在した3年制の国立短期大学。
- 名古屋大学医学部内に併設される形で1978年に開学。当初は看護学科のみと小規模だったが、順次学科の新設がなされて最終的には5学科と1専攻科となった。
- 1997年度の入学生を最後に[注釈 2]、2001年に短期大学としての使命を終える[注釈 3]。

### 教育および研究
- 名古屋大学医療技術短期大学部は医療技術者の養成に力点を置き、主たる実習施設に名古屋大学医学部附属病院や愛知県がんセンター・愛知県総合保健センターなどがあった。

### 学風および特色
- 名古屋大学の基本的な「学風および特色」は名古屋大学を参照。
- 1894年に創設された愛知医学校の看護婦養成所から通算すれば、短大に昇格するまで84年かかっている。それ故か、とりわけ看護教育の歴史が長い。

## 沿革[注 1]
- 1894年
  - 愛知医学校に看護婦養成所が創設される。
- 1901年
  - 愛知県立医学校看護婦養成所看護科と改称。
- 1903年
  - 愛知県立医学専門学校附属看護科と改称。
- 1923年
  - 愛知医科大学 (旧制)附属看護婦養成所に改組。
- 1927年
  - 愛知医科大学附属医院看護婦養成所に改組。
- 1931年
  - 名古屋医科大学附属医院看護婦養成所に改称。
- 1939年
  - 名古屋帝国大学医学部附属医院看護婦養成所に改称。国立に移管する。
- 1945年
  - 名古屋帝国大学医学部附属医院厚生女子部に改称。
- 1947年
  - 名古屋大学医学部附属医院厚生女子部に改称。
- 1949年
  - 名古屋大学医学部附属厚生女子部に改称。
- 1951年
  - 名古屋大学医学部附属看護学校に改称。
- 1955年
  - 名古屋大学医学部附属診療エックス線技師学校を置く。
- 1961年
  - 名古屋大学医学部附属衛生検査技師学校を置く。
- 1966年
  - 診療エックス線技師学校に専攻科を置く。
- 1972年
  - 衛生検査技師学校を臨床検査技師学校に改称。
- 1976年
  - 名古屋大学医学部附属看護学校、同附属放射線技師学校、同附属臨床検査技師学校がそれぞれ専修学校に認可される。
- 1977年
  - 10月1日 左記を以て文部省[注 2]より短期大学の設置が認可される[7]。
- 1978年
  - 4月1日 名古屋大学医療技術短期大学部が以下の学科体制にて開学[8]。
    - 看護学科 入学定員80名

  - 5月1日 学生数[9]/定員
    - 看護学科 61[注釈 4]/80
- 1979年
  - 4月1日 以下の学科を増設する[10]。
    - 衛生技術学科 入学定員40名

  - 5月1日 学生数[11]/定員
    - 看護学科 112[注釈 5]/160
    - 衛生技術学科 40[注 3]/40
- 1980年
  - 4月1日 以下の学科を増設する[12]。
    - 診療放射線技術学科 入学定員40名

  - 5月1日 学生数[13]/定員
    - 看護学科 186[注 4]/240
    - 衛生技術学科 75[注釈 6]/80
    - 診療放射線技術学科 40[注釈 7]/40
- 1981年
  - 4月1日 専攻科の設置が認められ、以下の課程を設ける[14]。
    - 助産学特別専攻 入学定員20名

  - 5月1日 学生数[15]/定員
    - 看護学科 197[注釈 8]/240
    - 衛生技術学科 110[注釈 6]/120
    - 診療放射線技術学科 78[注 5]/80
- 1982年
  - 5月1日 学生数[16]/定員
    - 看護学科 224[注釈 9]/240
    - 衛生技術学科 110[注 6]/120
    - 診療放射線技術学科 110[注 7]/120
- 1984年
  - 4月1日 以下の学科を増設する[注 8]。
    - 理学療法学科 入学定員20名
    - 作業療法学科 入学定員20名
- 1985年
  - 5月1日 学生数[19]/定員
    - 看護学科 237[注釈 10]/240
    - 衛生技術学科 115[注釈 11]/120
    - 診療放射線技術学科 115[注釈 12]/120
    - 理学療法学科 37[注釈 13]/40
    - 作業療法学科 40[注 9]/40
- 1986年
  - 5月1日 学生数[20]/定員
    - 看護学科 240[注釈 14]/240
    - 衛生技術学科 115[注釈 11]/120
    - 診療放射線技術学科 113[注釈 12]/120
    - 理学療法学科 53[注 10]/60
    - 作業療法学科 58[注釈 13]/60
- 1987年
  - 5月1日 学生数[21]/定員
    - 看護学科 242[注釈 14]/240
    - 衛生技術学科 115[注釈 8]/120
    - 診療放射線技術学科 118[注 11]/120
    - 理学療法学科 58[注釈 15]/60
    - 作業療法学科 62[注釈 8]/60
- 1992年
  - 5月1日 学生数[注 12]/定員
    - 看護学科 240[注釈 10]/240
    - 衛生技術学科 121[注釈 16]/120
    - 診療放射線技術学科 116[注 13]/120
    - 理学療法学科 63[注釈 15]/60
    - 作業療法学科 61[注釈 16]/60
- 1997年
  - 4月1日 この年度で短期大学としての学生募集を最終とする[注釈 2]。
  - 5月1日 学生数[24]/定員
    - 看護学科 239[注釈 8]/240
    - 衛生技術学科 118[注釈 8]/120
    - 診療放射線技術学科 116[注 14]/120
    - 理学療法学科 63[注 15]/60
    - 作業療法学科 63[注釈 5]/60
- 1998年
  - 5月1日 学生数[25]/定員
    - 看護学科 163[注釈 5]/160
    - 衛生技術学科 81[注釈 9]/80
    - 診療放射線技術学科 81[注 16]/80
    - 理学療法学科 40[注 17]/40
    - 作業療法学科 41[注釈 9]/40
- 1999年
  - 5月1日 学生数[26]/定員
    - 看護学科 80[注釈 10]/80
    - 衛生技術学科 41[注釈 9]/40
    - 診療放射線技術学科 42[注 18]/40
    - 理学療法学科 19[注釈 7]/20
    - 作業療法学科 23[注釈 4]/20
- 2001年
  - 3月31日 左記をもって正式に廃止となる[注釈 3]。

## 基礎データ

### 所在地
- 愛知県名古屋市東区大幸南1-1-20[注釈 1]

### 象徴
- 名古屋大学を参照。

## 教育および研究

### 組織

#### 学科
- 看護学科 入学定員80名[注釈 17]
- 衛生技術学科 入学定員40名[注釈 17]
- 診療放射線技術学科 入学定員40名[注釈 17]
- 理学療法学科 入学定員40名[注釈 17]
- 作業療法学科 入学定員40名[注釈 17]

#### 専攻科
- 助産学特別専攻 入学定員20名[注 19]

#### 別科
- なし

#### 取得資格について
受験資格
- 看護師：看護学科
- 臨床検査技師：衛生技術学科
- 診療放射線技師：診療放射線技術学科
- 理学療法士：理学療法学科
- 作業療法士：作業療法学科
- 助産婦：専攻科助産学特別専攻

### 研究
- 『名古屋大学医療技術短期大学部紀要』[34]

### 学園祭
- 名古屋大学医療技術短期大学部の学園祭は、名古屋大学と同様に「名大祭」と呼ばれていた。

## 大学関係者と組織

### 大学関係者一覧
歴代学長
- 飯島宗一
- 早川幸男
- 加藤延夫

## 施設

### キャンパス
- 名古屋大学大幸キャンパスに短大独自の校舎があった。

## 対外関係

### 系列校
- 名古屋大学

## 卒業後の進路について

### 就職について
- 各学科とも資格を活かした職に就いている。名古屋大学医学部附属病院ほか各種医療機関や社会福祉施設など多岐にわたっている。

### 編入学･進学実績
- 看護学科卒業生は、同短大の専攻科へ進学していた。

## 名古屋大学医療技術短期大学部に関する書物
- 『名古屋大学医療技術短期大学部閉学記念誌』：名古屋大学図書館ほか所蔵

## 関連サイト
- 名古屋大学医学部保健学科
- 名古屋大学医療技術短期大学部：現在、リンク切れ